# Daniel Portman

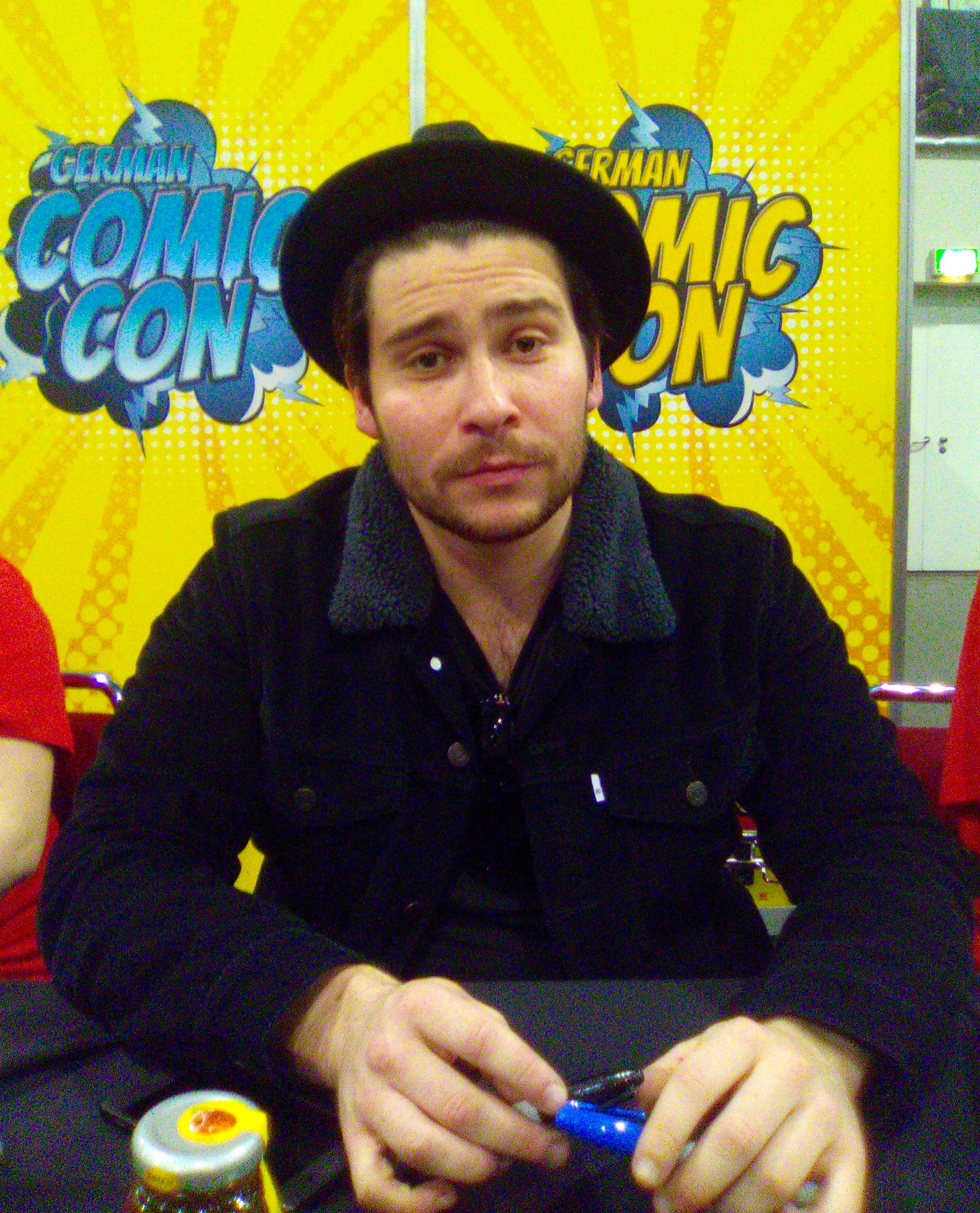
Daniel Portman 2016

Daniel Portman (* 13. Februar 1992 in Glasgow) ist ein schottischer Schauspieler, der durch die Rolle des Podrick Payn in der HBO-Serie Game of Thrones bekannt geworden ist.

## Biografie
Daniel Portman wurde in Glasgow geboren und wuchs in Strathbungo auf. Er ist seit 2010 als Schauspieler aktiv. Sein Vater, Ron Donachie ist ebenfalls Schauspieler und wirkte wie sein Sohn etwa an der Serie Game of Thrones mit.
Portman besuchte die Shawlands Academy und spielte Rugby. Danach besuchte er das Red Kerr College in Painsley, das er erfolgreich abschloss. Seinen ersten Auftritt vor der Kamera hatte er 2010 im Film Outcast. Seine bekannteste Rolle bislang ist die des Knappen und späteren Ritters Podrick Payn in der Erfolgsserie Game of Thrones, die er von 2012 bis 2019 spielte.

## Filmografie (Auswahl)
- 2010: Outcast
- 2011: River City (Seifenoper)
- 2012: Angels’ Share – Ein Schluck für die Engel (The Angels’ Share)
- 2012–2019: Game of Thrones (Fernsehserie, 35 Episoden)
- 2018: In the Cloud
- 2019: Robert the Bruce – König von Schottland (Robert the Bruce)
- 2019: Pflicht und Schande (Giri/Haji, Fernsehserie)
- 2021: Vigil – Tod auf hoher See (Vigil, Fernsehserie)
- 2023: Black Mirror (Fernsehserie, Folge Loch Henry)